# SpVgg Ruhmannsfelden
Die SpVgg Ruhmannsfelden (offiziell: SpVgg Ruhmannsfelden-Zachenberg 1946 e. V.) ist ein Fußballverein aus dem niederbayerischen Ruhmannsfelden im Landkreis Regen. Der Verein hat momentan 350 Mitglieder.
Die erste Mannschaft der SpVgg, stieg in der Saison 2014/15 überraschend mit einem 1:0-Erfolg über den ASV Neumarkt als Meister der Landesliga Mitte zur Saison 2015/16 in die Bayernliga Süd auf. Sie spielte jedoch nach dem zweimaligen Abstieg ab der Saison 2017/18 wieder in der Bezirksliga Niederbayern Ost. In der Saison 2022/23 gelang als Meister der Bezirksliga die Rückkehr in die Landesliga. Aus dieser stieg man allerdings nach nur einer Saison nach dem Scheitern in der Relegation wieder ab. Die zweite Mannschaft spielt in der Kreisklasse, die dritte Mannschaft in der A-Klasse.
Der spätere Augsburger Bundesliga-Profi Stephan Hain spielte in der Jugend sechs Jahre für den Verein.

## Spielklassen der Jugend
- A-Jugend: Landesliga Ost
- B-Jugend: Bezirksoberliga Niederbayern Ost
- C-Jugend: Gruppe
- D-Jugend: Kreisklasse

Die A-Jugend der Ruhmannsfeldener hatte seine erfolgreichste Zeit zwischen 2004 und 2008, als man in der U19 Bayernliga spielte.